# Aeroportul El Pindo
Aeroportul El Pindo (IATA: MTB, ICAO: SKML) este un aeroport din Córdoba⁠(d), Columbia ce deservește zona Montelíbano⁠(d). Aeroportul a fost tranzitat în 2022 de 13.037 de pasageri.
Situat la o altitudine de 46 m, aeroportul dispune de o singură pistă.